# 逸峯

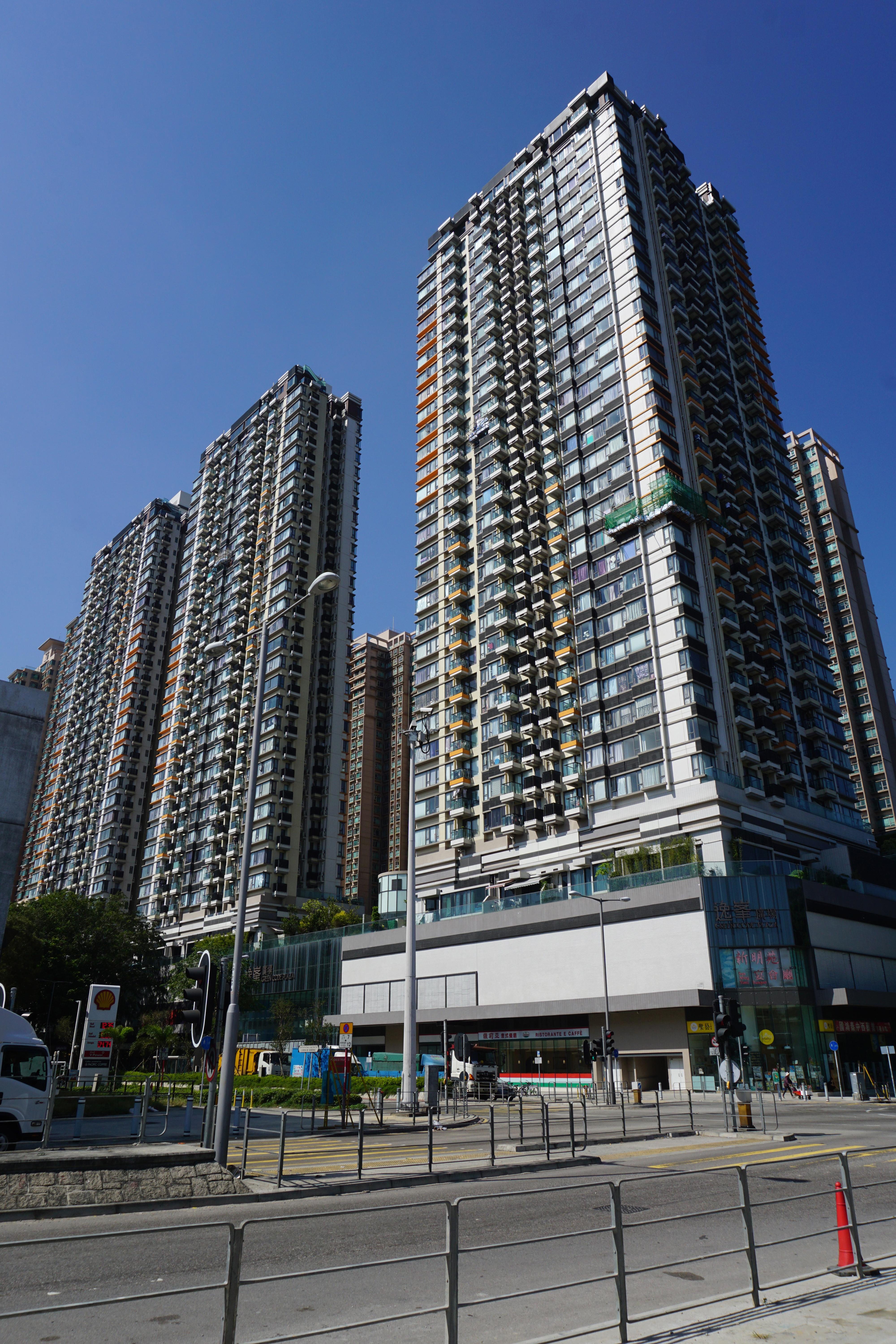
逸峯

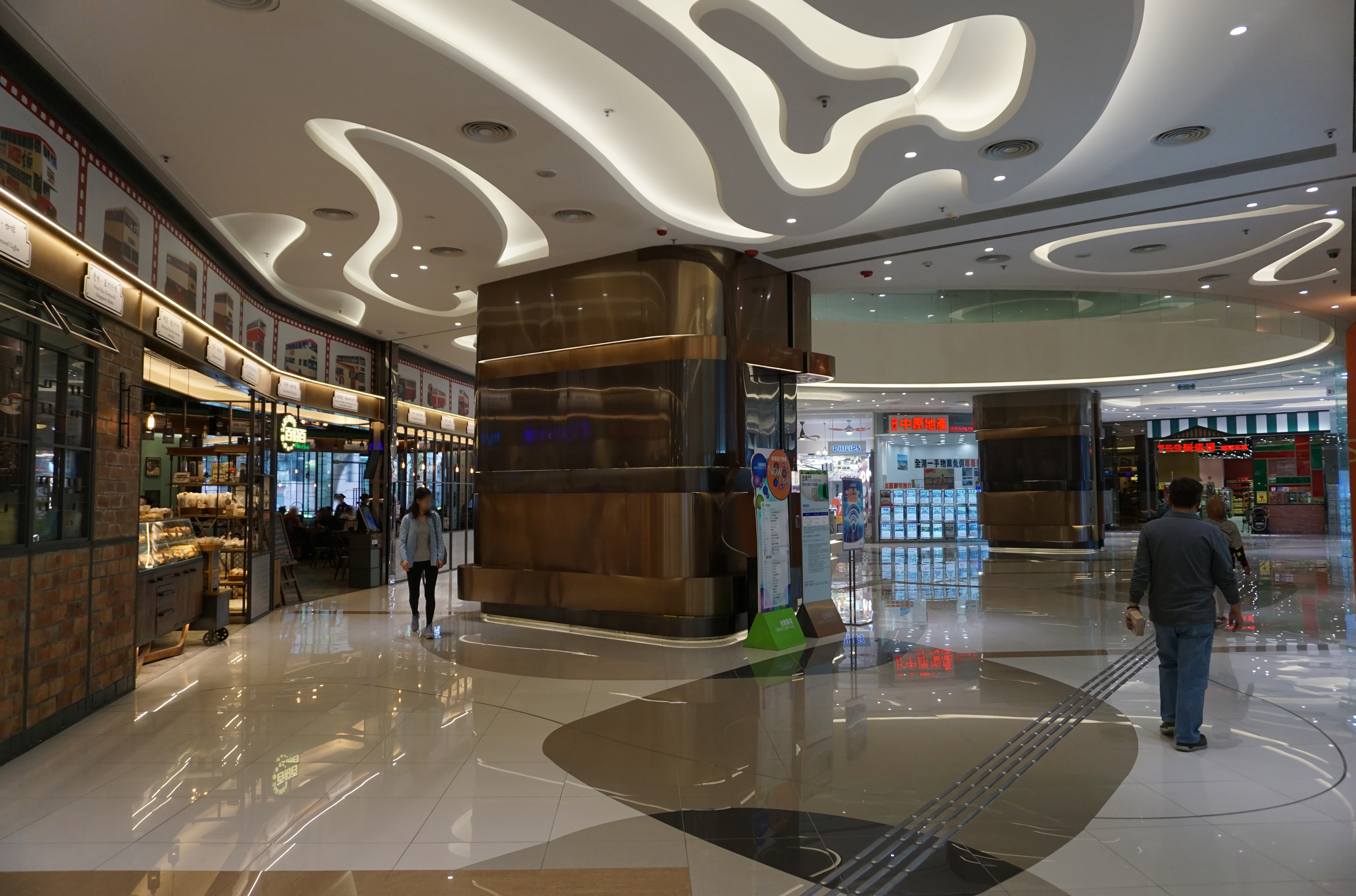
逸峯廣場南中庭

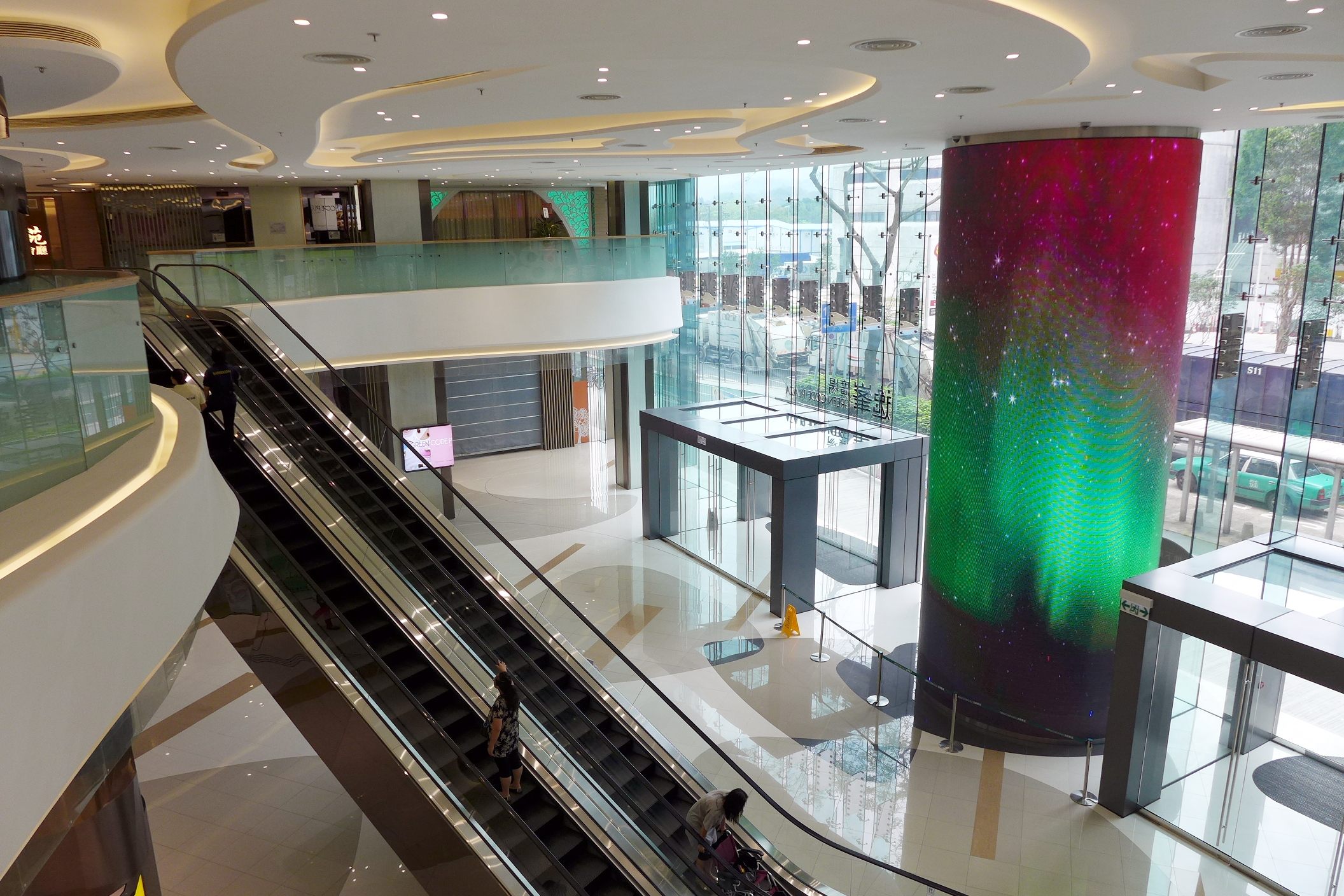
逸峯廣場北中庭

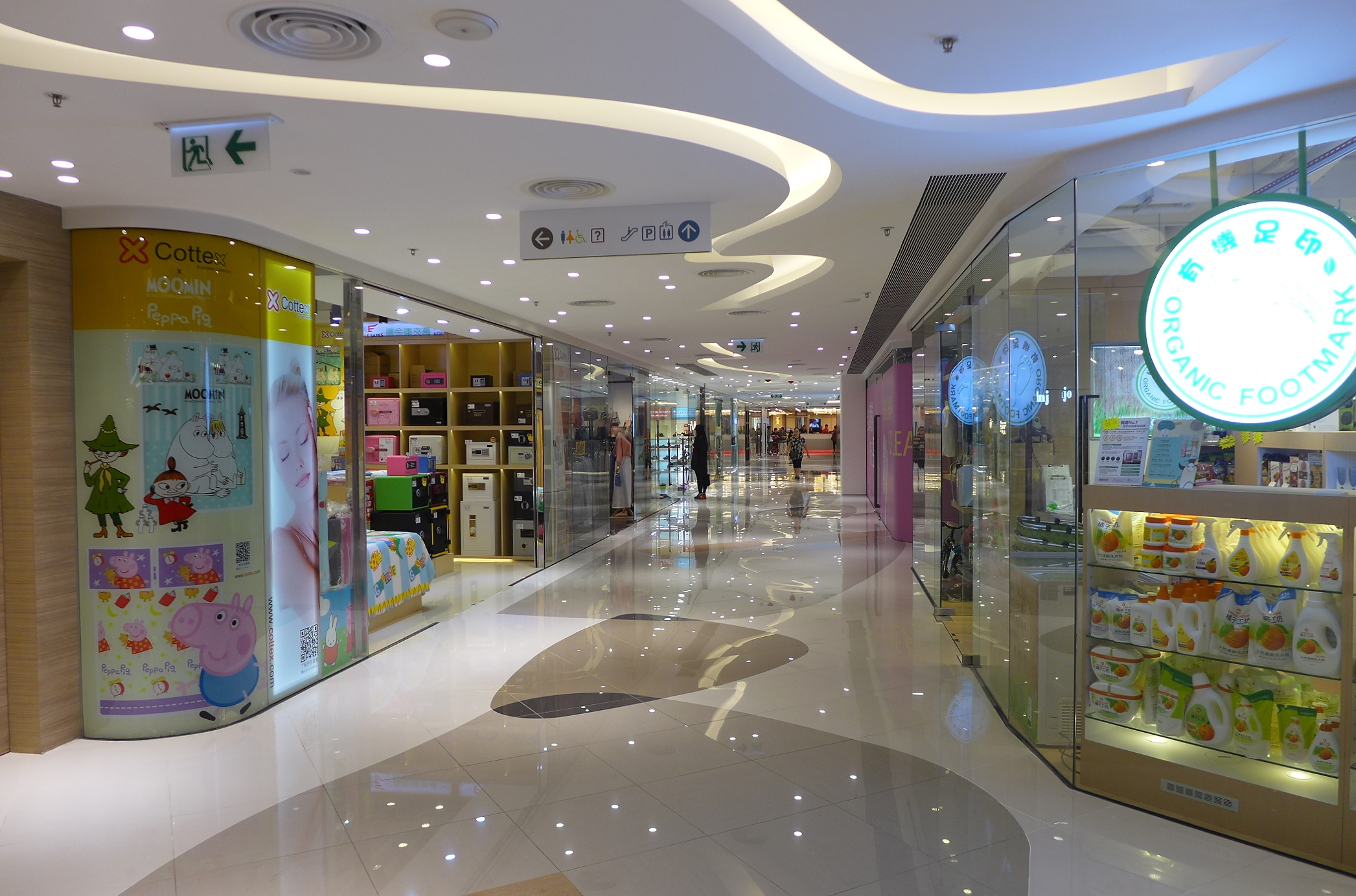
逸峯廣場1樓商店

逸峯位處於香港新界粉嶺馬適路1號，是香港小輪與恒基兆業地產合作發展的住宅項目。

## 歷史
2005年2月，香港房屋委員會在北區區議會中，建議該地段興建單幢式的公屋，預計可興建1,000個單位，但因被綠悠軒、御庭軒及帝庭軒的居民強烈反對而擱置，最終一直用作為臨時停車場。根據2014年審計署第62號報告，房署為此發展項目共損失超過400萬元。
土地於2010年4月被發展商以10.538億元勾出，最終由香港小輪以13.3億元投得。

## 住宅
逸峯物業共分為4座，每座樓高29層，單位總數為728伙，於2014年第3季落成。
逸峯設住客會所「逸峯薈Club Delight」，樓高兩層，面積約4萬方呎，設施包括長約38米音樂泳池、宴會廳、兒童遊戲室、瑜伽室、舞蹈室、豪華3D電影院、桑拿室、音樂室、卡拉OK室、閱覽室、網絡空間等。

## 商場
商場名為逸峯廣場（Green Code Plaza），樓高兩層，面積約為12萬平方呎，原預計2015年6月開業，至2015年12月18日正式開業，現時已進駐的主要商戶包括759阿信屋、佳宝超級市場、7-11便利店及薩莉亞意式餐廳等，不少商戶都在粉嶺中心設有分店。商場設有行人天橋連接聯和墟市政大廈，經行人天橋網絡可前往聯和墟及鄰近建築。
2017年1月21日，洲立影藝旗下MCL粉嶺戲院在商場地下開幕，設3個影院，以照顧粉嶺及鄰近新界東地區居民的娛樂需要，為北區自2009年後首家大型連鎖院線, 以及現時北區唯一一間戲院。

### 裝修情況

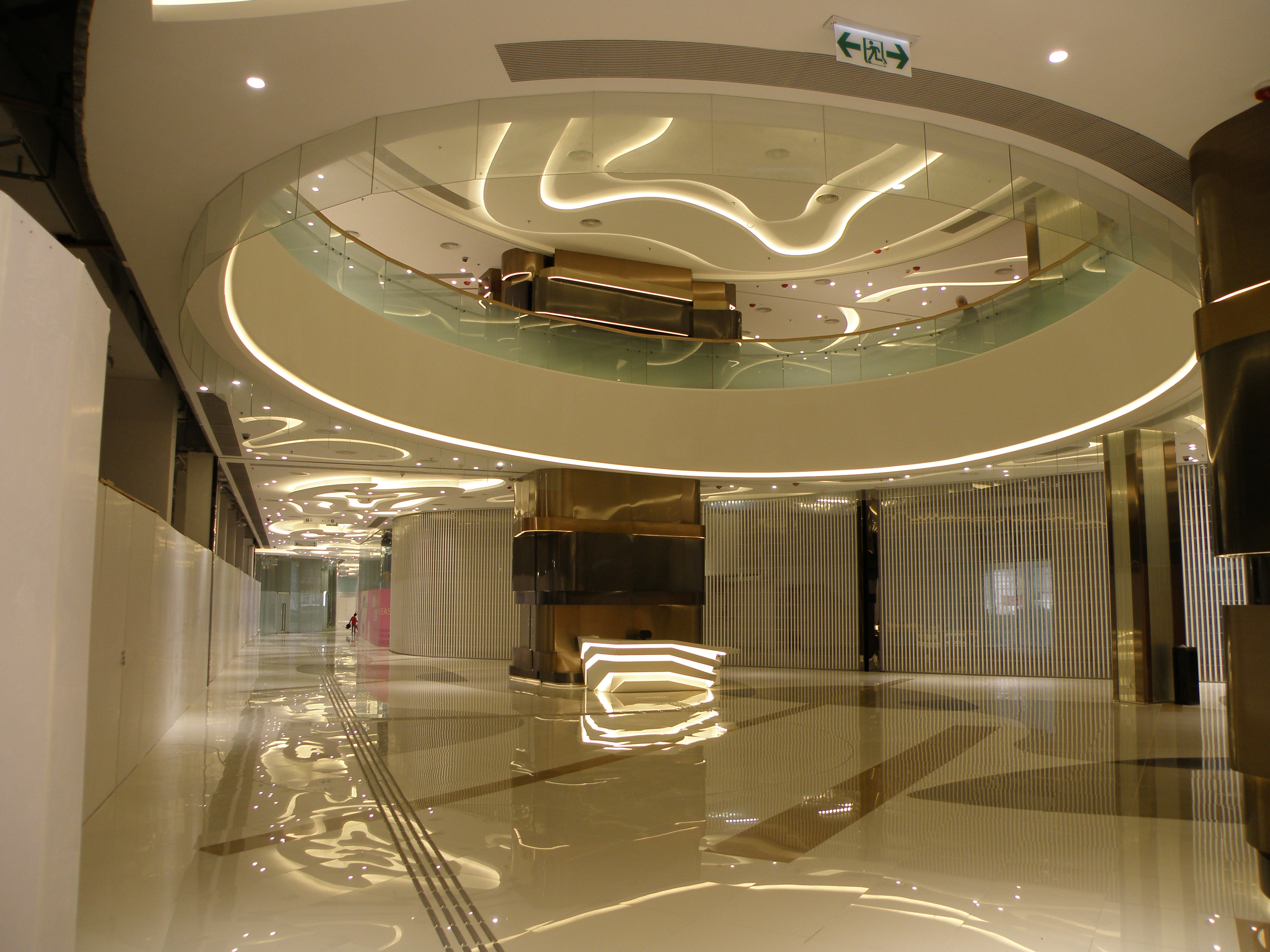
南中庭，2016年1月
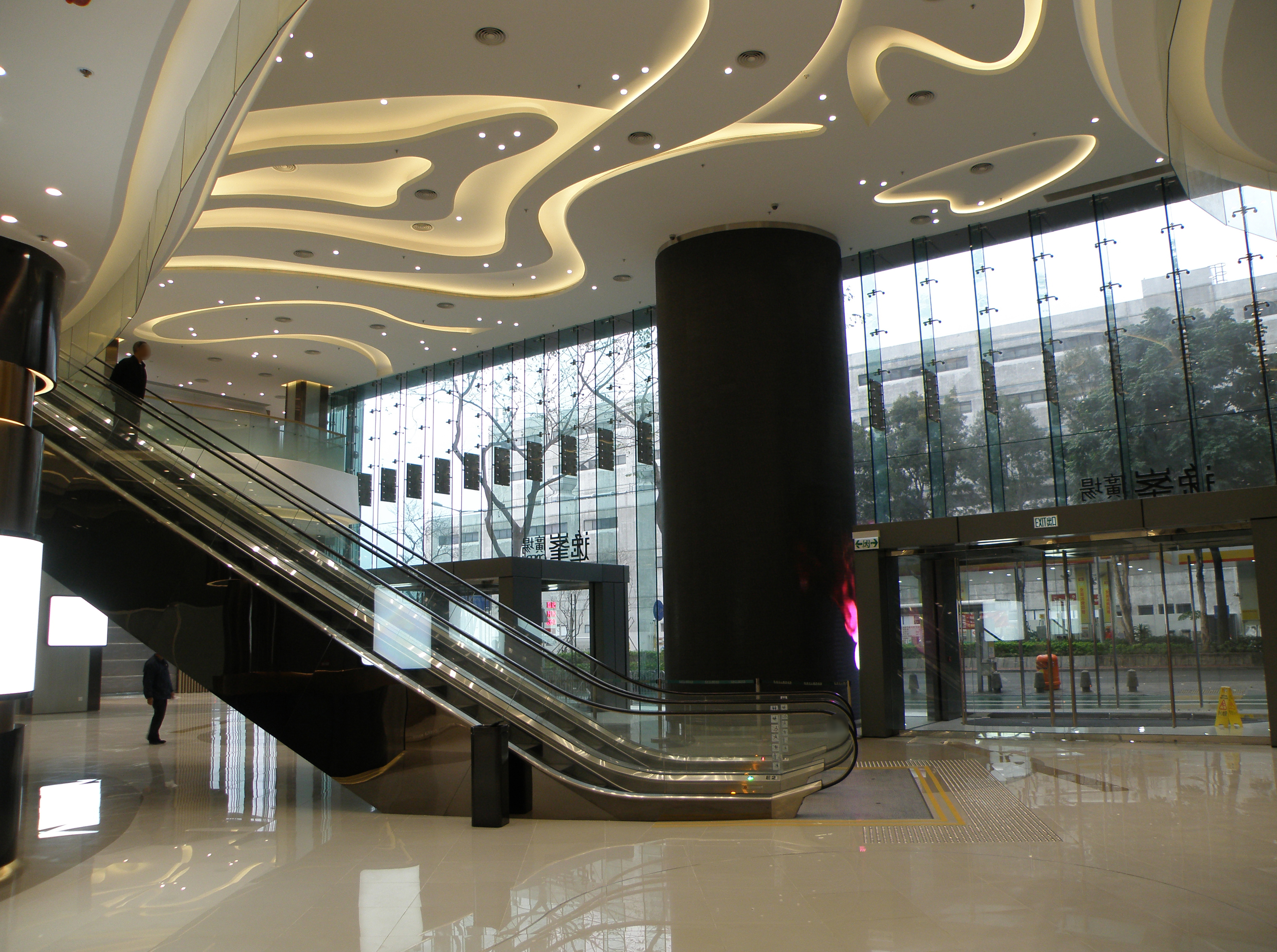
北中庭，2016年1月
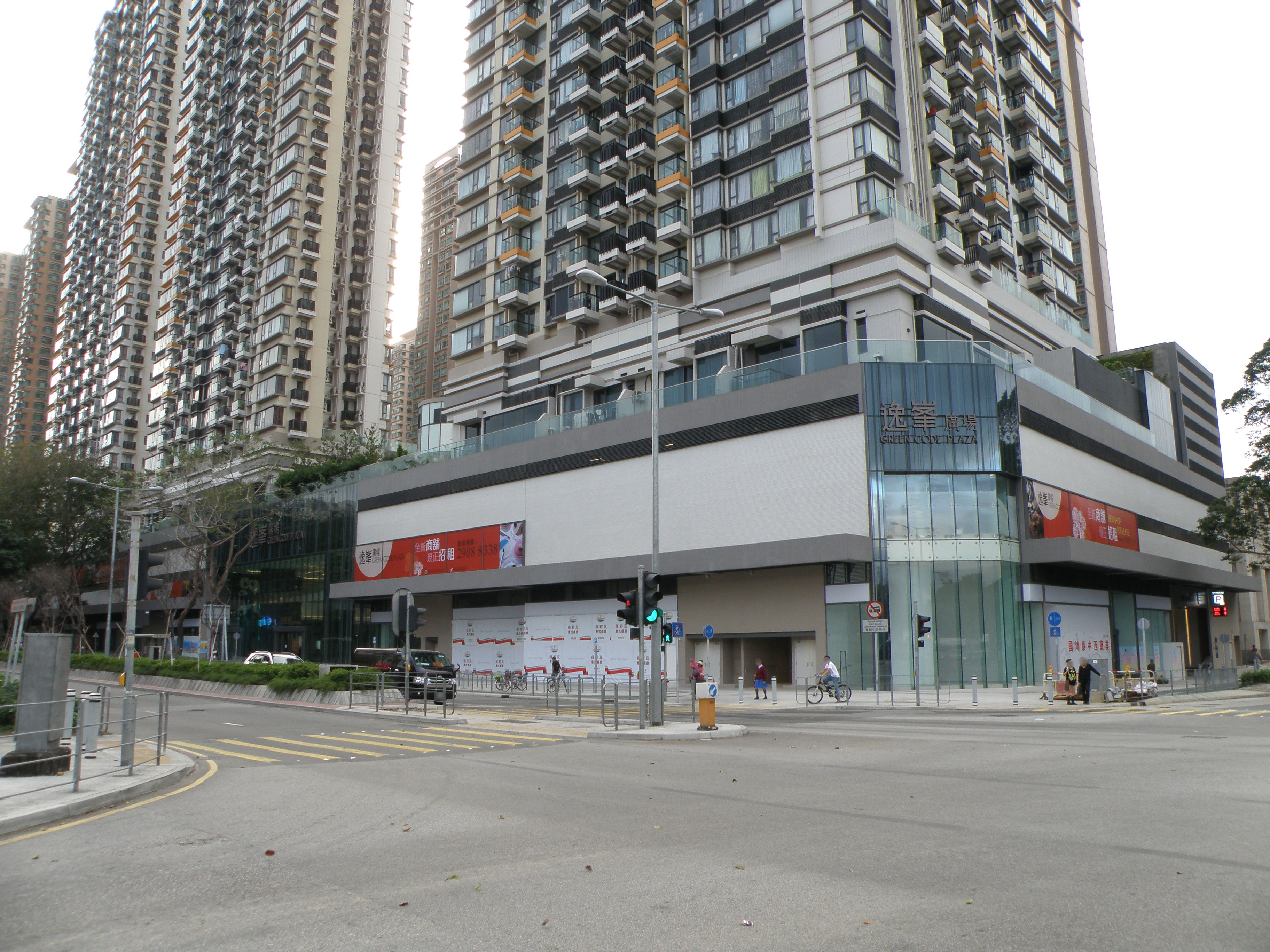
東面外觀，2016年1月
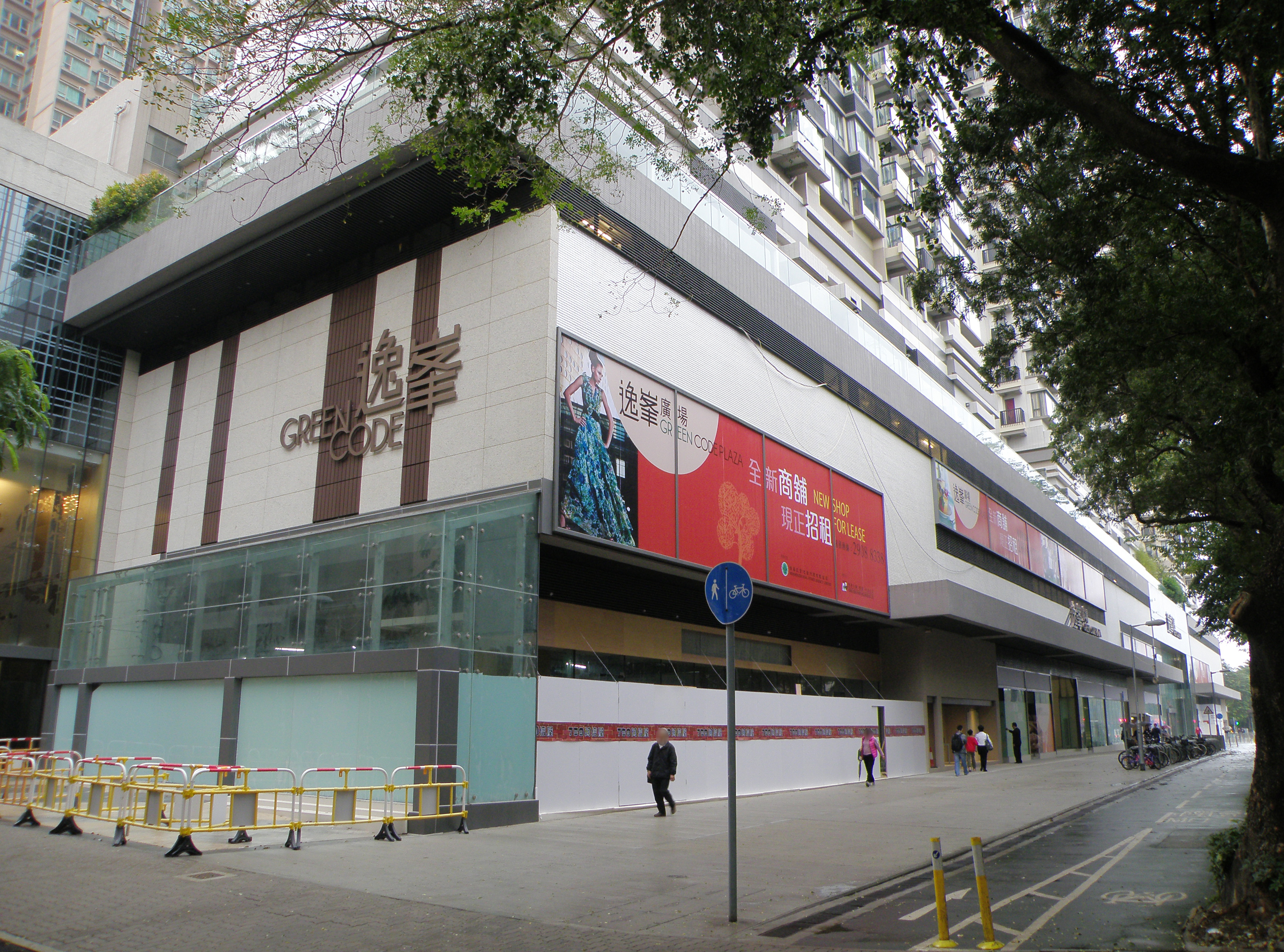
南面外觀，2016年1月
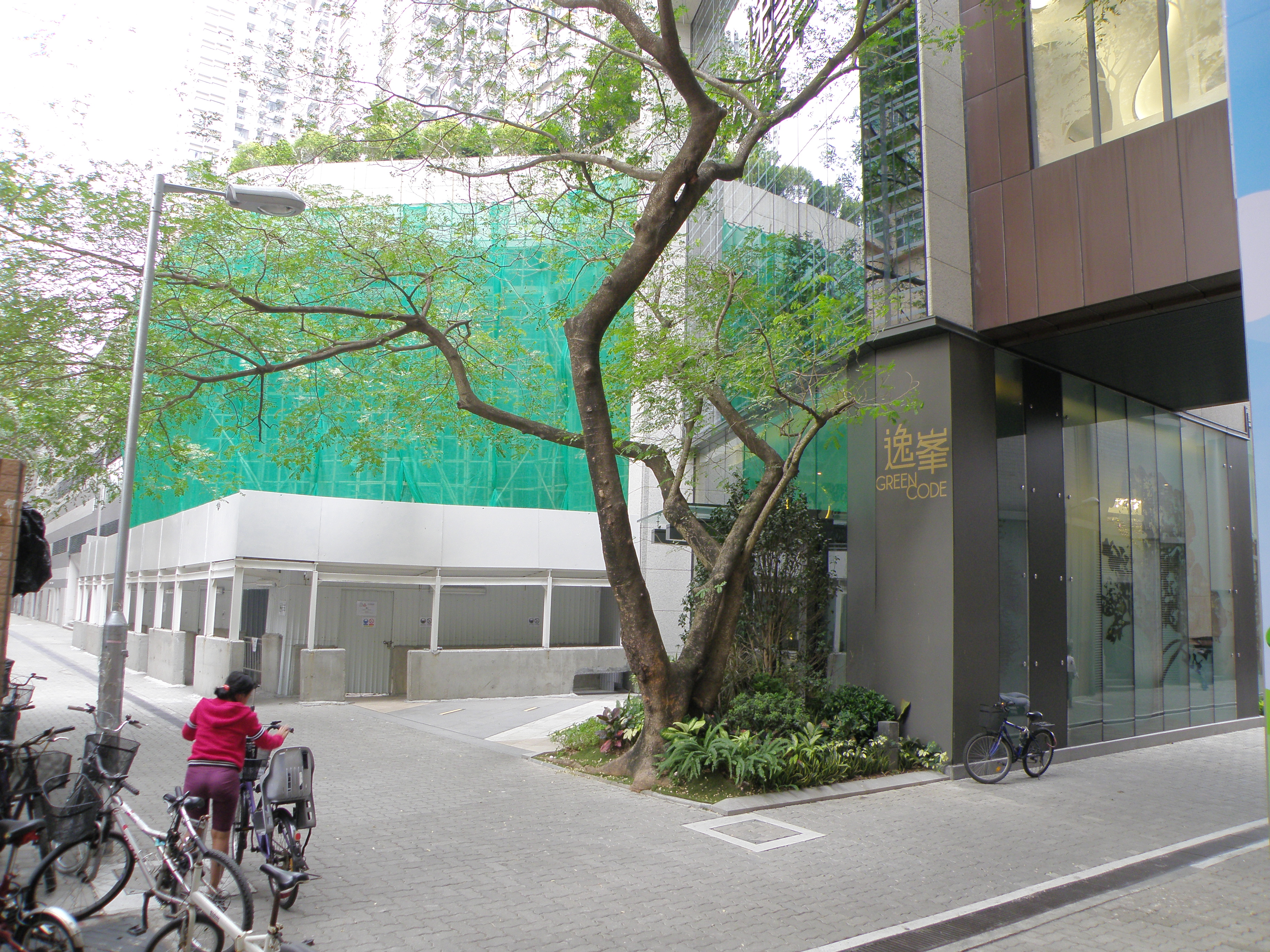
西面外觀，2015年11月
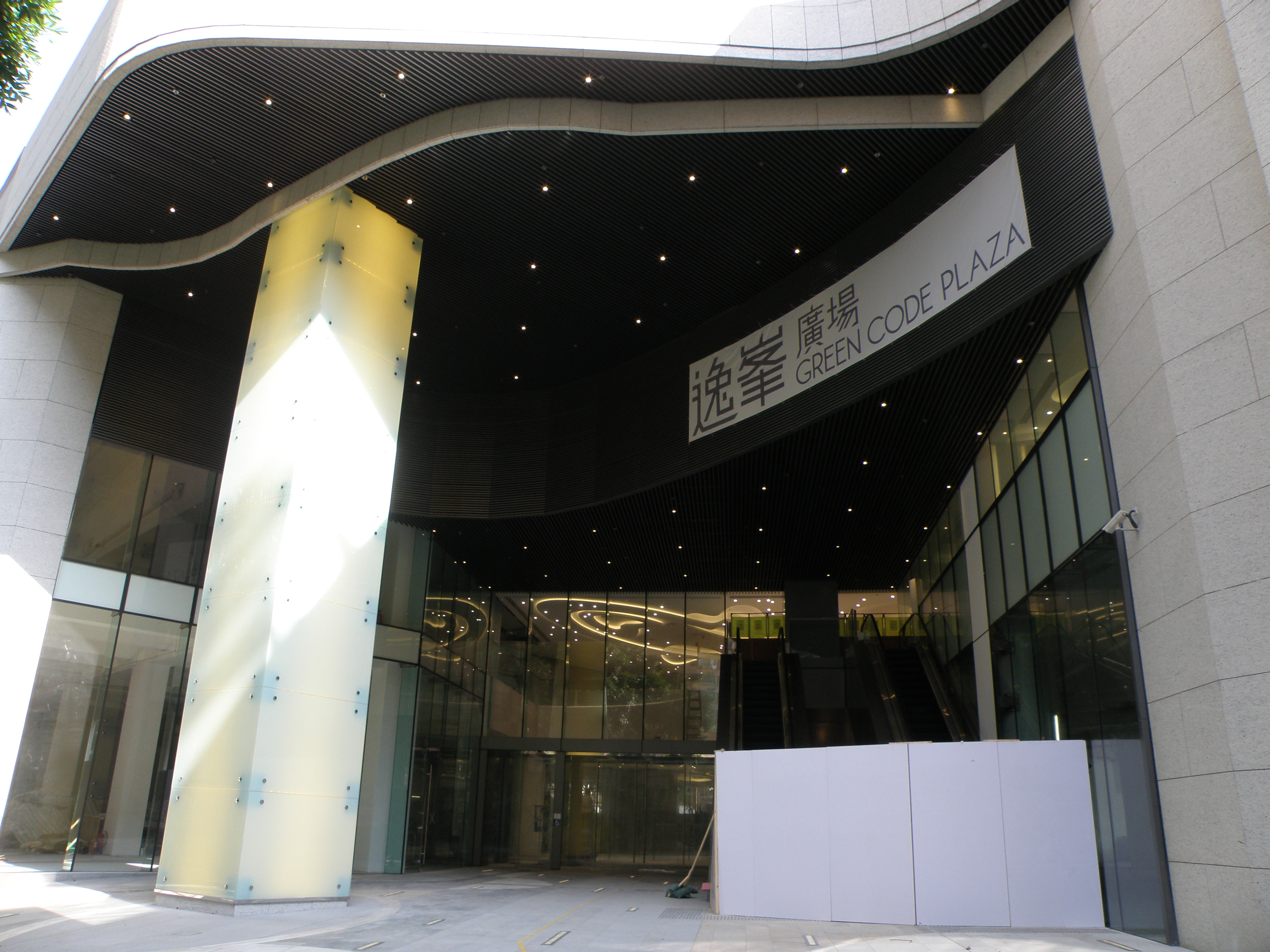
西面外觀，2014年11月

## 毗鄰
- 聯和墟
- 御庭軒
- 帝庭軒
- 綠悠軒
- 聯和墟市政大廈
- 聯和墟體育館
- 粉嶺公共圖書館
- 聯和墟街市熟食中心
- 皇府山

## 交通
逸峯鄰近聯和墟巴士總站，該處有多線巴士和小巴停站。

## 外部連結
- 逸峯官方網站